# Mexitrichia punensis
Mexitrichia punensis är en nattsländeart som beskrevs av Oliver S. Flint Jr. 1983. Mexitrichia punensis ingår i släktet Mexitrichia och familjen stenhusnattsländor. Inga underarter finns listade i Catalogue of Life.